# Zsengeri Samu
Zsengeri Samu, Singer Sámuel (Pápa, 1840. október 18. – Budapest, 1924. március 21.) tanár, pedagógiai író, lapszerkesztő.

## Élete
Édesapja Singer Manó pápai tanító, aki Schloss Salamon tanítóval együtt alapította az első pápai izraelita magániskolát (1818), és tanító volt akkor is, amikor Lőw Lipót főrabbiként a városban élt (1846–1850); magyar honvédnek állt, és harcolt az 1848–49-es forradalom és szabadságharcban. Édesanyja Krausz Julianna.
Iskoláit Pápán és Győrött végezte. Pesten az 1857-ben alapított Országos Izraelita Tanítóképző Intézetben tanítói képesítést szerzett és több település elemi iskolájában tanított. 1870-ben a fővárosba került s itt mint tanító, magántanulóként letette a  gimnázium érettségi vizsgálatot, beiratkozott a pesti Magyar Királyi Tudományegyetem Bölcsészkarára, az egyetem sikeres elvégzése és középiskolai tanári képeső vizsgáját követően doktorált (1878 – doktori-dolgozat: Lénárd és Gertrúd). – A budapesti ortodox zsidó polgári iskolában kezdett tanítani, rövidesen az iskola elismert igazgatója lett. Vezetése alatt kezdődött meg a tanítás az iskola új épületében, s lett az intézmény a magyarországi zsidó iskolák egyik legismertebbje (Budapest, Dob utca 35. – ma a Magyarországi Autonóm Ortodox Izraelita Hitközség épülete).
Az 1850-es évek végétől minden nevezetesebb tanügyi mozgalomban részt vett. Ekkor kezdett el publikálni, és amikor Pestre került, akkor több lap munkatársa lett (pl. Nemzeti Újság, Népnevelők Lapja, Néptanítók Lapja, Paedagogiai Szemle, Pesti Hírlap, Pesti Napló stb.). A zsidó felvilágosodás képviselőjeként az országos magyar (vagy német) nyelvű budapesti izraelita felekezeti hetilapjaiban a különböző csoportok diskurzusait segítette megjeleníteni mind az integrálódó zsidóság, mind pedig a magyar társadalom felé. (Lapszerkesztései: Ungarisch-jüdische Schulzeitungot; Népnevelés; Szombati Újság – a zsidó vallási, községi, társadalmi és közművelődési hetilap (1882–1883); a három nyelven megjelenő Látogatók Lapja; Magyar Újság tanügyi rovata.) – A Népnevelő- és Országos Tanítóegylet fejlesztésében, a Magyar Paedagogiai Társaság alapításában érdemes munkásságot fejtett ki. A Társaság alakuló ülésén (1892. január 5.) a társaság rendes tagjává választották.
A magyarországi neveléstörténetben jelentős érdemeket szerzett azzal, hogy Johann Heinrich Pestalozzi műveiből a pedagógiai szempontból legfontosabbakat magyarra fordította  és saját kiadásában megjelentette azokat. Fordításaihoz kutatásokat végzett Pestalozzi életéről, munkásságáról. Magyarázta az írásokat, és bár indokolt újabb fordításokkal pontosabbá magyarítani Pestalozzi gondolatait, ám munkájával nagyban hozzájárult ahhoz, hogy a 19. század második felében kiteljesedhetett Pestalozzi magyarországi hatása. – Nemcsak fordító-értelmező munkája, de kapcsolata a zürichi Pestalozzianummal, segítette a svájci pedagógus megismerését, és a Magyar Pestalozzi című folyóirat megjelenését (1897–1914?), majd a rövid életű Magyar Pestalozzi Társaság megalakulását, működését (1902–1906?).

## Munkáiból
- Ima az alkotmány visszanyerése alkalmával tartott isteni tiszteletre. Nagykanizsa, 1867.
- Confirmatióra való beszédek. Budapest, 1873.
- Alkalmi beszédek és üdvözletek. Budapest, 1873.
- Héber ABC és olvasókönyv. Budapest, 1874.
- Vallástan az izraelita nép- és polgári iskolai tanulók számára Budapest, I. köt. 1875., II. kötet. 1877., III. kötet. 1878. (több kiadást ért).
- Biblia története héber szöveggel (Letteris M. után). Budapest, 1876.
- Bibliai chrestomatia. Budapest, 1876.
- Memorandum a pesti izraelita iskola reorganisatiója ügyében. Budapest, 1876.
- Lénárd és Gertrúd (Pestalozzi után, 3 köt.) – Franklin-Társulat, Budapest, 1878.
- Pestalozzi Henrik válogatott paedagogiai munkái (ford. és magyarázatokkal ellátta, 4 köt.) – A fordító magánkiadása, Budapest, 1879–1882.
- Hittani hármaskönyv. Budapest, 1887. (számos kiadást ért).
- Magyar olvasókönyv: A zsidó elemi iskolák 4. osztálya számára (Gábel Jakabbal és Spitzer Bernáttal). Budapest, 1888.
- Barmica-oktatás. Budapest, 1889.
- Irálytan alsó fokú ipariskolák számára. Budapest, 1890.
- Deutsches Lesebuch für die II. Klasse der jüdischen Volksschulen (Gabel Jakabbal és Spitzer Bernáttal). Budapest, 1891.
- Bibliai történet, hit- és erkölcstan (Gábel Jakabbal együtt). Budapest, 1909. (3. köt. 1912. 4. köt.)